# Espresso macchiato (singolo)
Espresso macchiato è un singolo del rapper estone Tommy Cash, pubblicato il 7 dicembre 2024.
Il brano, cantato in broccolino e con un testo sugli stereotipi sull'Italia, ha rappresentato l'Estonia all'Eurovision Song Contest 2025, piazzandosi terzo. Espresso macchiato ha scalato diverse hit parade europee, raggiungendo la cima della Tophit estone.

## Descrizione
Si tratta di un brano dance pop dalle sonorità electro funk, caratterizzato da un flow tipico del rap ed elementi electro swing. Il testo, in broccolino (varietà linguistica parlata dagli italiani di New York), è stato scritto dallo stesso artista assieme al finlandese Johannes Naukkarinen. Quest'ultimo è anche responsabile della produzione e noto soprattutto per aver curato la composizione di Cha cha cha (2023) di Käärijä, l'entrata finlandese eurovisiva di quell'anno.
Tommy Cash, in un'intervista concessa a Kroonika e Rolling Stone Italia, ha dichiarato che l'idea della canzone è nata spontaneamente dopo aver fatto un viaggio a Capri, senza l'intenzione di presentarla in gara all'Eurovision Song Contest. Ha inoltre dichiarato alla rivista Dscene che avrebbe partecipato all'evento in sostegno del lavoro di alcuni suoi amici e collaboratori, tra cui Joost Klein, l'olandese squalificato dall'Eurovision Song Contest 2024. Ha infine rivelato anche che l'inedito parla di «una persona che vede la felicità nelle piccole cose», come il caffè.

## Promozione

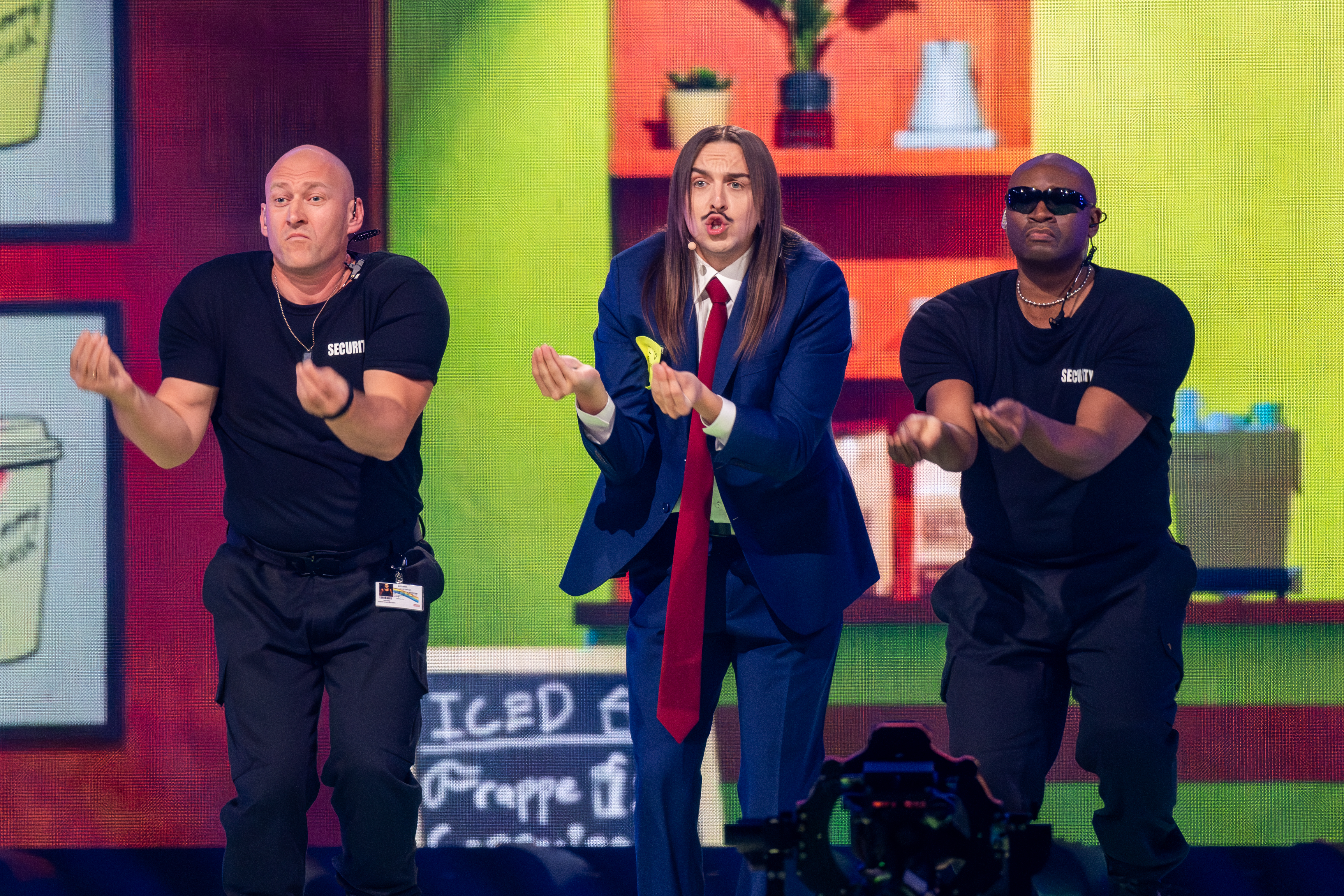
Tommy Cash accompagnato da ballerini mentre si esibisce sulle note di Espresso macchiato alle semifinali dell'Eurovision Song Contest, 13 maggio 2025

Espresso macchiato è stato inviato dall'artista all'emittente radiotelevisiva estone Eesti Rahvusringhääling per proporla all'Eesti Laul, l'evento atto a selezionare il partecipante estone all'Eurovision Song Contest 2025 a Basilea, in Svizzera.
Il 5 novembre 2024 Espresso macchiato è stato decretato tra i sedici brani finalisti alla selezione nazionale. Il 15 febbraio 2025 Tommy Cash ha cantato la canzone alla competizione, accompagnato da una coreografia peculiare contenente movenze surreali e gesti italiani; è dunque diventato l'artista con i punteggi più alti sia da parte della giuria che dal pubblico, accedendo in questo modo alla superfinale. Con l'83% del televoto totale, è stato incoronato vincitore e rappresentante nazionale sul palco eurovisivo a Basilea.
Espresso macchiato è stato eseguito per la prima volta sulla televisione italiana nel programma Propaganda Live il 28 febbraio 2025. L'interprete l'ha poi esibito dal vivo al festival Uno maggio Taranto libero e pensante. Il 9 maggio successivo è stato diffuso un remix in duetto col rapper italiano Tony Effe.
Il 13 maggio 2025 ha eseguito la traccia al St. Jakobshalle di Basilea in occasione della prima semifinale dell'Eurovision, aggiudicandosi un posto in finale. Il 17 maggio l'ha esibita nell'ambito della serata finale, ottenendo complessivamente 356 punti e classificandosi sul podio, dietro all'Austria (436 punti) e a Israele (357 punti); l'artista ha così assegnato all'Estonia il primo podio in ventitré anni, da quando Sahlene presentò Runaway alla manifestazione del 2002. La russa Alina Pjazok, frequente collaboratrice dei Little Big, è stata la responsabile della coreografia.

## Accoglienza

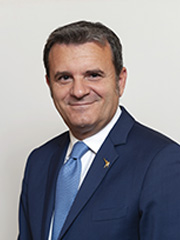
Gian Marco Centinaio, uno degli esponenti politici della Lega e vicepresidente del Senato della Repubblica, ne ha chiesto il bando dalla manifestazione eurovisiva, senza riuscire nell'impresa

Luca Arnaù, in un articolo scritto per LaC News24, ha definito Espresso macchiato «non una canzone», bensì «un'esperienza. Un esperimento. Un'ode alla macchietta italiana, condita da un testo che sembra uscito da un Google Translate sotto acidi».
Espresso macchiato è stato oggetto di alcune polemiche in Italia. A seguito della vittoria di Tommy Cash all'Eesti Laul, la Rai ha dedicato dei servizi polemici sulla canzone e il Codacons ha fatto ricorso all'UER, chiedendone l'esclusione dall'Eurovision Song Contest per il suo contenuto giudicato offensivo a causa dei molti stereotipi sugli italiani, segnalando all'organizzazione la «palese» violazione del regolamento della manifestazione che proibisce la partecipazione di brani discriminatori o che offendono altri popoli. Anche esponenti politici della Lega, tra cui il vicepresidente del Senato della Repubblica Gian Marco Centinaio, ne hanno chiesto il bando, sostenendo che «chi insulta l'Italia deve restare fuori dall'Eurovision».
A seguito delle accuse mosse nei confronti dell'artista e della composizione, Tommy Cash si è scusato durante un'intervista a Rai Radio 2, dichiarando di «amare l'Italia» e che il brano non intendeva offendere gli italiani.

## Video musicale
Un visualizer, diffuso in concomitanza con l'uscita del brano attraverso il suo canale YouTube, lo ritrae seduto di fronte a un tavolo mentre prepara e sorseggia il caffè macchiato, che dà il titolo della canzone. L'ambientazione minimalista e il gesto ripetitivo richiamano una celebre clip in cui Andy Warhol mangia un hamburger, tratta dal documentario 66 scener fra Amerika (1982) di Jørgen Leth.
Nel febbraio 2025 si sono svolte le riprese del video ufficiale a Barcellona, divulgato il 16 marzo seguente tramite il canale YouTube della competizione eurovisiva. Nel corso dello stesso, il rapper balla con una sua controparte. In seguito, i due Tommy Cash vengono letteralmente risucchiati in un bicchiere di carta e si «fondono» in un unico individuo. Durante la seconda parte del corto, il cantante balla con alcuni ballerini. Verso la fine del video, egli vola in cielo tenendo in mano dei palloncini a forma di chicchi di caffè.

## Tracce
Testi e musiche Tomas Tammemets e Johannes Naukkarinen.
Download digitale, streaming
1. Espresso macchiato – 2:53

Download digitale, streaming – remix
1. Espresso macchiato (con Tony Effe) (remix) – 2:06

## Formazione
- Tommy Cash – voce
- Johannes Naukkarinen – produzione

## Successo commerciale
Paesi nei quali Espresso macchiato ha raggiunto la vetta in classifica.
     Paesi nei quali Espresso macchiato ha raggiunto la 2ª posizione in classifica.
     Paesi nei quali Espresso macchiato ha raggiunto il podio in classifica.
     Paesi nei quali Espresso macchiato ha raggiunto la top 5 in classifica.
     Paesi nei quali Espresso macchiato ha raggiunto la top 10 in classifica.
     Paesi nei quali Espresso macchiato ha raggiunto la top 100 in classifica.

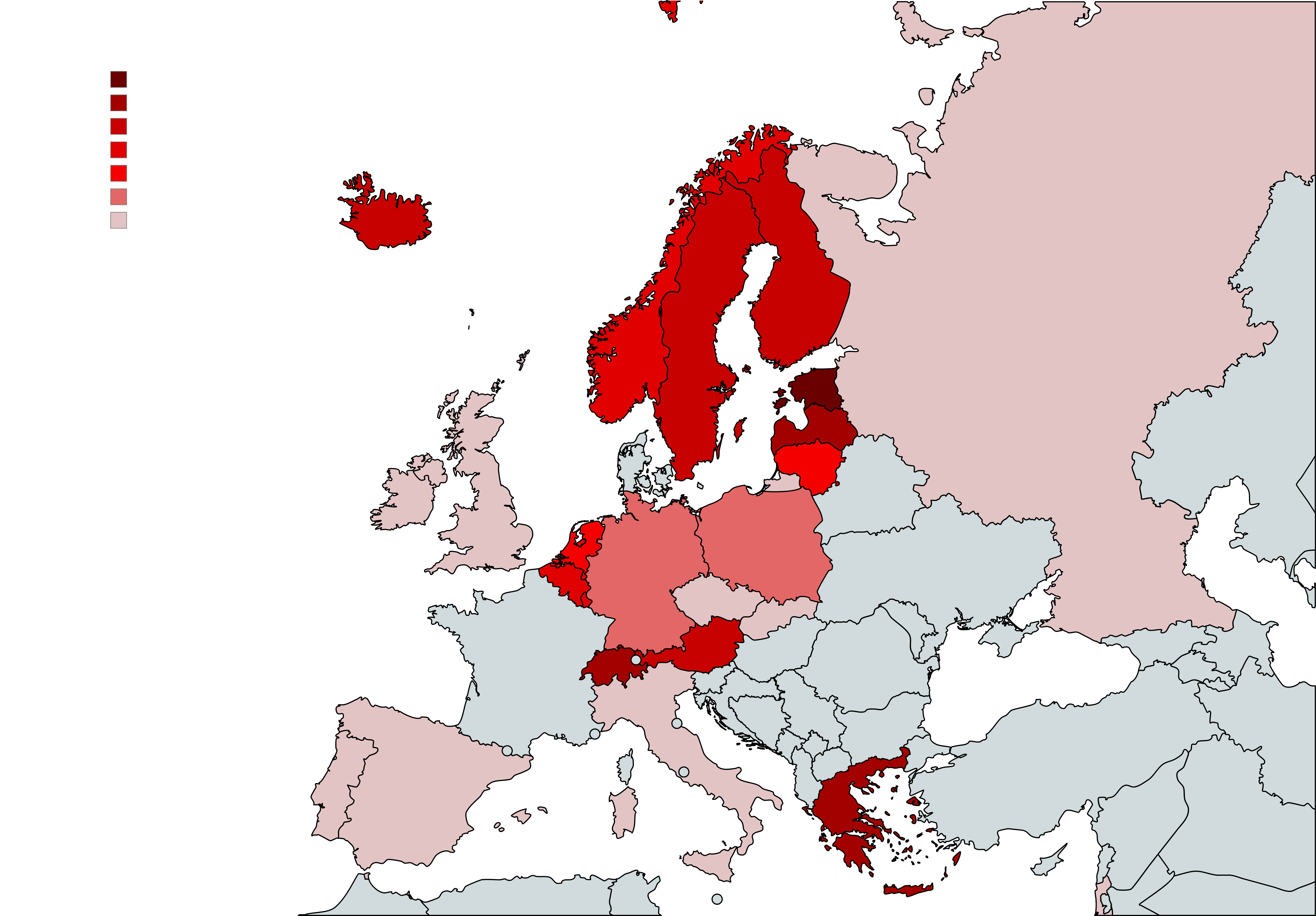
Paesi nei quali Espresso macchiato ha raggiunto la vetta in classifica.
Paesi nei quali Espresso macchiato ha raggiunto la 2ª posizione in classifica.
Paesi nei quali Espresso macchiato ha raggiunto il podio in classifica.
Paesi nei quali Espresso macchiato ha raggiunto la top 5 in classifica.
Paesi nei quali Espresso macchiato ha raggiunto la top 10 in classifica.
Paesi nei quali Espresso macchiato ha raggiunto la top 100 in classifica.

Espresso macchiato è diventato il brano commercialmente più popolare del rapper sia sulle piattaforme digitali che radiofonicamente. Ha esordito alla 36ª posizione della Top Radio Hits Estonia Weekly Chart della Tophit nella pubblicazione del 19 dicembre 2024 e ha fatto un'ascesa graduale fino a occupare la vetta della hit parade; tale risultato è stato conseguito il 20 febbraio successivo. È stato anche il suo primo singolo a trovare popolarità nel resto dei Paesi baltici, esordendo all'interno della top 20 della Latvijas straumētāko singlu della LaIPA e raggiungendo la top 40 della Singlų Top 100 della AGATA.
Lo stesso ha segnato il suo primo ingresso nella Top Singoli della Federazione Industria Musicale Italiana dopo il debutto in 69ª posizione; è così divenuto il primo inedito eurovisivo estero dell'edizione annuale a comparire nella top 100 italiana.
All'indomani della finale eurovisiva Espresso macchiato ha raccolto 2,15 milioni di stream a livello mondiale su Spotify; si tratta del miglior picco di ascolti di un brano di un artista estone nella storia di tale servizio musicale. È stata la sua prima entrata nella top 40 della Official Singles Chart con 11 075 unità ed è stato l'unico brano eurovisivo a scalare la Top Internet Hits Russia Weekly Chart della Tophit.

## Classifiche
| Classifica (2025) | Posizione massima |
| ----------------- | ----------------- |
| Austria           | 3                 |
| Belgio (Fiandre)  | 4                 |
| Estonia           | 1                 |
| Finlandia         | 3                 |
| Germania          | 12                |
| Grecia            | 2                 |
| Irlanda           | 49                |
| Islanda           | 3                 |
| Israele           | 31                |
| Italia            | 53                |
| Lettonia          | 2                 |
| Lituania          | 7                 |
| Lussemburgo       | 4                 |
| Norvegia          | 5                 |
| Paesi Bassi       | 9                 |
| Polonia           | 14                |
| Portogallo        | 75                |
| Regno Unito       | 40                |
| Repubblica Ceca   | 41                |
| Russia            | 25                |
| Slovacchia        | 71                |
| Spagna            | 37                |
| Svezia            | 3                 |
| Svizzera          | 2                 |

## Date di pubblicazione
| Paese  | Data            | Formato                      | Etichetta      | Versione  | Nota   |
| ------ | --------------- | ---------------------------- | -------------- | --------- | ------ |
| Mondo  | 7 dicembre 2024 | Download digitale, streaming | autopubblicato | Originale | [ 48 ] |
| Italia | 14 marzo 2025   | Contemporary hit radio       | Sony Italy     | Originale | [ 49 ] |
| Mondo  | 9 maggio 2025   | Download digitale, streaming | Sony Italy     | Remix     | [ 50 ] |